# ثريا سعدي بيلغيتش
ثُريَّا سعدي بيلغيتش (بالتركية: Süreyya Sadi Bilgiç)‏, (ولد: 16 يوليو 1961, في أنقرة, تركيا) سياسي تركي. ونائب حالي وسابق في البرلمان التركي لأكثر من دورة ممثلا عن حزب العدالة والتنمية.